# Liga Mistrzyń UEFA (2011/2012)
Liga Mistrzów UEFA Kobiet w sezonie 2011/12 – jedenasta edycja kobiecych klubowych rozgrywek o mistrzostwo Starego Kontynentu organizowanych przez UEFĘ i trzecia rozgrywana pod szyldem UEFA Women’s Champions League (Liga Mistrzów UEFA Kobiet). Do udziału w nich przystąpiła rekordowa liczba 54 drużyn z 46 federacji.
Prawo udziału w rozgrywkach otrzymali wszyscy zwycięzcy zmagań ligowych poszczególnych federacji oraz 8 drużyn z drugich miejsc w ośmiu najwyżej notowanych ligach (niemieckiej, szwedzkiej, francuskiej, rosyjskiej, angielskiej, duńskiej, włoskiej i islandzkiej). Zwycięzcy 14 najsilniejszych lig europejskich oraz wszystkie 8 ekip z drugich miejsc w najsilniejszych ligach zostali automatycznie przydzieleni do 1/16 finału. Pozostałe 32 zespoły swą walkę rozpoczęły od fazy wstępnej, w której podzielone zostały na 8 czterozespołowych grup. Do następnej fazy awans uzyskali ich zwycięzcy oraz dwa zespoły z najlepszym bilansem z drugich miejsc. Od 1/16 rozgrywki prowadzone były systemem pucharowym. Wstępna faza grupowa została rozegrana w dniach 11–16 sierpnia 2011 roku, spotkania 1/16 finału odbyły się 28–29 września (pierwsze mecze) i 5–6 października (rewanże), 1/8 finału 2–3 i 9–10 listopada, ćwierćfinały 14–15 i 21–22 marca 2012 roku, półfinały 14–15 i 21–22 kwietnia, a finał 17 maja w Monachium. Zwycięzcą rozgrywek po raz drugi z rzędu została drużyna Olympique Lyon. Najlepszymi strzelczyniami zostały ex aequo Eugénie Le Sommer i Camille Abily z Olympique Lyon, które zdobyły po 9 bramek.

## Runda wstępna
Losowanie grup eliminacyjnych odbyło się 23 czerwca 2011 roku w siedzibie Europejskiej Unii Piłkarskiej w Nyonie. Drużyny przed losowaniem podzielone były na cztery koszyki. Eliminacje odbyły się w dniach 11–16 sierpnia poprzez rozegranie ośmiu turniejów eliminacyjnych (osiem odrębnych grup po cztery zespoły w każdej). Mecze rozegrane zostały systemem każdy z każdym, po jednym  spotkaniu. Każdy turniej organizował jeden z ośmiu klubów-gospodarzy, których wyboru dokonano jeszcze przed losowaniem – były to: macedońskie ZFK Naše Taksi, portugalskie SU 1° Dezembro, ŽNK Krka Novo mesto ze Słowenii, bośniackie ŽNK SFK 2000 Sarajewo, serbski ŽFK Spartak Subotica, PK-35 Vantaa z Finlandii, cypryjski Apollon Limassol oraz chorwacki ŽNK Osijek. Awans do kolejnej fazy turnieju uzyskali zwycięzcy każdej z grup oraz dwa zespoły z najlepszym bilansem z drugich miejsc.

### Grupa 1
Wyniki i tabela grupy 1, w której gospodarzem był ZFK Naše Taksi z Macedonii:
| Poz. | Klub                  | M | Pkt. | Mecze | Mecze | Mecze | Bramki | Bramki |
| Poz. | Klub                  | M | Pkt. | zwy.  | rem.  | por.  | zdob.  | stra.  |
| ---- | --------------------- | - | ---- | ----- | ----- | ----- | ------ | ------ |
| 1    | YB Frauen             | 3 | 7    | 2     | 1     | 0     | 11     | 2      |
| 2    | ZFK Naše Taksi        | 3 | 6    | 2     | 0     | 1     | 8      | 3      |
| 3    | PAOK Saloniki         | 3 | 4    | 1     | 1     | 1     | 4      | 2      |
| 4    | Galiador-SS Kiszyniów | 3 | 0    | 0     | 0     | 3     | 0      | 16     |

- 1. kolejka:

| 11 sierpnia 2011 | PAOK Saloniki                           | 3:0   | Galiador-SS Kiszyniów |                                                               |
| 17:00 CET        | Panteliadou 54', 62' · Dimitrijević 79' | (0:0) |                       | Stadion Mladost, Strumica Widzów: 100 Sędzia: Carina Vitulano |

| 11 sierpnia 2011 | YB Frauen                             | 3:1   | ZFK Naše Taksi |                                                          |
| 17:00 CET        | Wälti 45+3' · Stöckli 68' · Zahno 71' | (1:0) | Rochi 52'      | Stadion Kukusz, Turnowo Widzów: 400 Sędzia: Riem Hussein |

- 2. kolejka:

| 13 sierpnia 2011 | PAOK Saloniki | 0:1   | ZFK Naše Taksi |                                                            |
| 17:00 CET        |               | (0:1) | Andreevska 42' | Stadion Mladost, Strumica Widzów: 600 Sędzia: Riem Hussein |

| 13 sierpnia 2011 | Galiador-SS Kiszyniów | 0:7   | YB Frauen                                                                     |                                                          |
| 17:00 CET        |                       | (0:5) | Ismaili 4' · Heule 13', 45+2' · Stöckli 14' · Wälti 43' · Schenkel 86', 90+2' | Stadion Kukusz, Turnowo Widzów: 46 Sędzia: Jana Adámková |

- 3. kolejka:

| 16 sierpnia 2011 | YB Frauen             | 1:1   | PAOK Saloniki    |                                                               |
| 17:00 CET        | Spahr 13' · Wälti 40' | (1:0) | Dimitrijević 49' | Stadion Mladost, Strumica Widzów: 100 Sędzia: Carina Vitulano |

| 16 sierpnia 2011 | ZFK Naše Taksi                                                           | 6:0   | Galiador-SS Kiszyniów |                                                           |
| 17:00 CET        | Stankovska 45' · Brahimi 61', 63', 67' (k) · Andreevska 63' · Naceva 73' | (1:0) |                       | Stadion Kukusz, Turnowo Widzów: 100 Sędzia: Jana Adámková |

### Grupa 2
Wyniki i tabela grupy 2, w której gospodarzem był SU 1° Dezembro z Portugalii:
| Poz. | Klub                   | M | Pkt. | Mecze | Mecze | Mecze | Bramki | Bramki |
| Poz. | Klub                   | M | Pkt. | zwy.  | rem.  | por.  | zdob.  | stra.  |
| ---- | ---------------------- | - | ---- | ----- | ----- | ----- | ------ | ------ |
| 1    | ASA Tel Awiw           | 3 | 7    | 2     | 1     | 0     | 6      | 2      |
| 2    | SU 1° Dezembro         | 3 | 5    | 1     | 2     | 0     | 5      | 1      |
| 2    | MTK Hungária Budapeszt | 3 | 4    | 1     | 1     | 1     | 12     | 1      |
| 4    | Metalurgs Lipawa       | 3 | 0    | 0     | 0     | 3     | 1      | 20     |

- 1. kolejka:

| 11 sierpnia 2011 | MTK Hungária Budapeszt                                                                               | 12:0  | Metalurgs Lipawa |                                                                        |
| 12:00 WET        | Méry 44', 45+3' (k), 60' (k), 66' · Papp 51', 58', 65', 89' · Nagy 74', 90+1' · Godvár 77' · Gál 80' | (2:0) | Āboliņa 45+3'    | Estádio do Sport União Sintrense, Sintra Widzów: 60 Sędzia: Rhona Daly |

| 11 sierpnia 2011 | SU 1° Dezembro | 1:1   | ASA Tel Awiw |                                                                             |
| 17:00 WET        | Carvalhas 83'  | (0:0) | Lavi 90+5'   | Estádio do Sport União Sintrense, Sintra Widzów: 423 Sędzia: Efthalia Mitsi |

- 2. kolejka:

| 13 sierpnia 2011 | ASA Tel Awiw | 1:0   | MTK Hungária Budapeszt |                                                                              |
| 12:00 WET        | Shenar 84'   | (0:0) |                        | Estádio do Sport União Sintrense, Sintra Widzów: 40 Sędzia: Pernilla Larsson |

| 13 sierpnia 2011 | SU 1° Dezembro                                  | 4:0   | Metalurgs Lipawa |                                                                         |
| 17:00 WET        | Matos 4' · Caleja 45+1' · Alves 70' · Couto 83' | (2:0) |                  | Estádio do Sport União Sintrense, Sintra Widzów: 400 Sędzia: Rhona Daly |

- 3. kolejka:

| 11 sierpnia 2011 | MTK Hungária Budapeszt | 0:0   | SU 1° Dezembro |                                                                             |
| 16:00 WET        |                        | (0:0) |                | Estádio do Sport União Sintrense, Sintra Widzów: 400 Sędzia: Efthalia Mitsi |

| 11 sierpnia 2011 | Metalurgs Lipawa | 1:4   | ASA Tel Awiw                                  |                                                                   |
| 16:00 WET        | Greijere 88'     | (0:0) | Shelina 55' (k) · Cohen 60' · Gian 69', 90+2' | Estádio Pina Manique, Lizbona Widzów: 25 Sędzia: Pernilla Larsson |

### Grupa 3
Wyniki i tabela grupy 3, w której gospodarzem był ŽNK Krka Novo mesto ze Słowenii:
| Poz. | Klub                  | M | Pkt. | Mecze | Mecze | Mecze | Bramki | Bramki |
| Poz. | Klub                  | M | Pkt. | zwy.  | rem.  | por.  | zdob.  | stra.  |
| ---- | --------------------- | - | ---- | ----- | ----- | ----- | ------ | ------ |
| 1    | Rayo Vallecano Madryt | 3 | 9    | 2     | 0     | 0     | 9      | 1      |
| 2    | Peamount United       | 3 | 6    | 1     | 0     | 1     | 12     | 2      |
| 3    | Pärnu JK              | 3 | 3    | 1     | 0     | 1     | 4      | 10     |
| 4    | ŽNK Krka Novo mesto   | 3 | 0    | 0     | 0     | 2     | 1      | 13     |

- 1. kolejka:

| 11 sierpnia 2011 | Rayo Vallecano Madryt | 1:0   | Peamount United |                                                                |
| 15:45 CET        | Natalia 90'           | (0:0) |                 | Stadion Matije Gubca, Krško Widzów: 60 Sędzia: Katalin Kulcsár |

| 11 sierpnia 2011 | ŽNK Krka Novo mesto | 1:2   | Pärnu JK                      |                                                                  |
| 20:45 CET        | Benak 90+2'         | (0:1) | Lilleste 25' · Morkovkina 66' | Stadion Matije Gubca, Krško Widzów: 120 Sędzia: Simona Ghisletta |

- 2. kolejka:

| 13 sierpnia 2011 | Rayo Vallecano Madryt                                                  | 4:1   | Pärnu JK    |                                                                   |
| 15:45 CET        | Jenniffer Hermoso 43', 51' (k) · Pilar Villalba 60' · Alba Mellado 68' | (1:1) | Palmaru 10' | Stadion Matije Gubca, Krško Widzów: 10 Sędzia: Gordana Kuzmanović |

| 13 sierpnia 2011 | Peamount United                                        | 7:0   | ŽNK Krka Novo mesto |                                                                 |
| 20:45 CET        | Roche 18', 33' · Lawlor 31', 78' · Quinn 37', 53', 66' | (4:0) |                     | Stadion Matije Gubca, Krško Widzów: 90 Sędzia: Simona Ghisletta |

- 3. kolejka:

| 16 sierpnia 2011 | ŽNK Krka Novo mesto | 0:4   | Rayo Vallecano Madryt                                |                                                                |
| 17:00 CET        |                     | (0:1) | Jenniffer Hermoso 12', 58', 82' · Pilar Villalba 79' | Stadion Matije Gubca, Krško Widzów: 30 Sędzia: Katalin Kulcsár |

| 16 sierpnia 2011 | Pärnu JK    | 1:5   | Peamount United                                 |                                                                    |
| 17:00 CET        | Ivanova 56' | (0:3) | Jenkins 5' · Lawlor 30', 33' · Roche 80', 90+2' | Športni park, Ivančna Gorica Widzów: 70 Sędzia: Gordana Kuzmanović |

### Grupa 4
Wyniki i tabela grupy 4, w której gospodarzem był ŽNK SFK 2000 Sarajewo z Bośni i Hercegowiny:
| Poz. | Klub                  | M | Pkt. | Mecze | Mecze | Mecze | Bramki | Bramki |
| Poz. | Klub                  | M | Pkt. | zwy.  | rem.  | por.  | zdob.  | stra.  |
| ---- | --------------------- | - | ---- | ----- | ----- | ----- | ------ | ------ |
| 1    | CFF Olimpia Cluj      | 3 | 9    | 3     | 0     | 0     | 12     | 2      |
| 2    | ŽNK SFK 2000 Sarajewo | 3 | 6    | 2     | 0     | 1     | 7      | 5      |
| 2    | Ataşehir Belediyesi   | 3 | 1    | 0     | 1     | 1     | 3      | 9      |
| 4    | Gintra Universitetas  | 3 | 1    | 0     | 1     | 1     | 2      | 8      |

- 1. kolejka:

| 11 sierpnia 2011 | Gintra Universitetas | 1:1   | Ataşehir Belediyesi   |                                                           |
| 11:00 CET        | Budrytė 38' (k)      | (1:1) | Stasiulytė 29' (sam.) | Stadion Koševo, Sarajewo Widzów: 50 Sędzia: Elia Martinez |

| 11 sierpnia 2011 | ŽNK SFK 2000 Sarajewo | 1:3   | CFF Olimpia Cluj           |                                                                 |
| 17:00 CET        | Hamzić 61'            | (0:1) | Duşa 4', 53' · Giurgiu 78' | Stadion Grbavica, Sarajewo Widzów: 250 Sędzia: Esther Azzopardi |

- 2. kolejka:

| 13 sierpnia 2011 | CFF Olimpia Cluj                                  | 5:0   | Gintra Universitetas |                                                         |
| 11:00 CET        | Cosma 33', 43' · Vătafu 41' (k) · Duşa 80', 90+5' | (3:0) |                      | Stadion Koševo, Sarajewo Widzów: 50 Sędzia: Anja Kunick |

| 13 sierpnia 2011 | ŽNK SFK 2000 Sarajewo                                  | 4:1   | Ataşehir Belediyesi         |                                                            |
| 17:00 CET        | Kršo 10', 51' · Fetahović 43' · Spahić 55' · Hršum 75' | (2:0) | Demir 51', 55' · Aladağ 71' | Stadion Koševo, Sarajewo Widzów: 100 Sędzia: Elia Martinez |

- 3. kolejka:

| 16 sierpnia 2011 | Gintra Universitetas        | 1:2   | ŽNK SFK 2000 Sarajewo         |                                                                 |
| 17:00 CET        | Budrytė 27' · Vanagaitė 55' | (1:1) | Salkanović 33' · Ivanović 85' | Stadion Grbavica, Sarajewo Widzów: 150 Sędzia: Esther Azzopardi |

| 16 sierpnia 2011 | Ataşehir Belediyesi | 1:4   | CFF Olimpia Cluj                      |                                                         |
| 17:00 CET        | Aladağ 26'          | (1:1) | Duşa 24' · Lunca 64', 77' · Cosma 85' | Stadion Koševo, Sarajewo Widzów: 21 Sędzia: Anja Kunick |

### Grupa 5
Wyniki i tabela grupy 5, w której gospodarzem był ŽFK Spartak Subotica z Serbii:
| Poz. | Klub                 | M | Pkt. | Mecze | Mecze | Mecze | Bramki | Bramki |
| Poz. | Klub                 | M | Pkt. | zwy.  | rem.  | por.  | zdob.  | stra.  |
| ---- | -------------------- | - | ---- | ----- | ----- | ----- | ------ | ------ |
| 1    | Glasgow City LFC     | 3 | 9    | 3     | 0     | 0     | 17     | 0      |
| 2    | ŽFK Spartak Subotica | 3 | 6    | 2     | 0     | 1     | 15     | 6      |
| 3    | KÍ Klaksvík          | 3 | 3    | 1     | 0     | 2     | 3      | 9      |
| 4    | Mosta FC             | 3 | 0    | 0     | 0     | 3     | 0      | 20     |

- 1. kolejka:

| 11 sierpnia 2011 | KÍ Klaksvík | 1:0   | Mosta FC |                                                                |
| 15:00 CET        | Purkhús 59' | (0:0) |          | Gradski stadion, Subotica Widzów: 100 Sędzia: Sofia Karagiorgi |

| 11 sierpnia 2011 | Glasgow City LFC                    | 4:0   | ŽFK Spartak Subotica |                                                                |
| 17:30 CET        | Murray 7', 28' · Lindner 23' (90+3) | (3:0) |                      | Gradski stadion, Subotica Widzów: 2189 Sędzia: Kateryna Monzul |

- 2. kolejka:

| 13 sierpnia 2011 | Glasgow City LFC                                                                                       | 8:0   | Mosta FC |                                                               |
| 15:00 CET        | J. Ross 15', 47' · Mitchell 33' · Dalziel 38' · L. Ross 42' (k) · Woolley 51' · Evans 60' · Corsie 84' | (4:0) |          | Gradski stadion, Subotica Widzów: 81 Sędzia: Sofia Karagiorgi |

| 13 sierpnia 2011 | ŽFK Spartak Subotica                           | 4:2   | KÍ Klaksvík      |                                                           |
| 17:30 CET        | Damjanović 1', 67' · Ilić 55' · J. Čubrilo 76' | (1:2) | Purkhús 14', 41' | Gradski stadion, Subotica Widzów: 615 Sędzia: Ausra Kance |

- 3. kolejka:

| 16 sierpnia 2011 | KÍ Klaksvík | 0:5   | Glasgow City LFC                                       |                                                                            |
| 17:00 CET        |             | (0:4) | Lindner 4', 8' · L. Ross 13' · Love 41' · McSorley 64' | Stadion Kraj Somborske kapije, Subotica Widzów: 55 Sędzia: Kateryna Monzul |

| 16 sierpnia 2011 | Mosta FC | 0:11  | ŽFK Spartak Subotica                                                                              |                                                           |
| 17:00 CET        |          | (0:7) | Damjanović 1', 28' (k), 48', 51' · Čubrilo 4', 6', 34', 37', 53' · Jovanović 45+1' · Čanković 67' | Gradski stadion, Subotica Widzów: 332 Sędzia: Ausra Kance |

### Grupa 6
Wyniki i tabela grupy 6, w której gospodarzem był PK-35 Vantaa z Finlandii:
| Poz. | Klub              | M | Pkt. | Mecze | Mecze | Mecze | Bramki | Bramki |
| Poz. | Klub              | M | Pkt. | zwy.  | rem.  | por.  | zdob.  | stra.  |
| ---- | ----------------- | - | ---- | ----- | ----- | ----- | ------ | ------ |
| 1    | PK-35 Vantaa      | 3 | 7    | 2     | 1     | 0     | 12     | 1      |
| 2    | Slovan Bratysława | 3 | 6    | 2     | 0     | 1     | 17     | 1      |
| 3    | RTP Unia Racibórz | 3 | 4    | 1     | 1     | 1     | 9      | 2      |
| 4    | Ada Velipojë      | 3 | 0    | 0     | 0     | 3     | 0      | 34     |

- 1. kolejka:

| 11 sierpnia 2011 | RTP Unia Racibórz | 0:1   | Slovan Bratysława |                                                      |
| 15:30 EET        |                   | (0:1) | Šušková 45+1'     | ISS Stadion, Vantaa Widzów: 20 Sędzia: Lilach Asulin |

| 11 sierpnia 2011 | PK-35 Vantaa                                                                                           | 10:0  | Ada Velipojë |                                                      |
| 19:30 EET        | Sormunen 9' · Parikka 13', 15', 34', 44' · Saarinen 38', 45+1' · Vlasoff 55' · Hirvonen 60' · Jåfs 64' | (7:0) |              | ISS Stadion, Vantaa Widzów: 444 Sędzia: Olga Tanschi |

- 2. kolejka:

| 13 sierpnia 2011 | Slovan Bratysława | 0:1   | PK-35 Vantaa |                                                      |
| 13:30 EET        |                   | (0:0) | Seppälä 76'  | ISS Stadion, Vantaa Widzów: 339 Sędzia: Olga Tanschi |

| 13 sierpnia 2011 | RTP Unia Racibórz                                                                                  | 8:0   | Ada Velipojë |                                                        |
| 18:00 EET        | Leśnik 1' · Landeka 8' · Chudzik 13', 81' · Paco 56' (sam.) · Tarczyńska 72', 73' · Pożerska 90+1' | (3:0) |              | Brahen kenttä, Helsinki Widzów: 50 Sędzia: Morag Pirie |

- 3. kolejka:

| 16 sierpnia 2011 | PK-35 Vantaa                    | 1:1   | RTP Unia Racibórz |                                                       |
| 18:00 EET        | Seppälä 22' · Saarinen 78', 82' | (1:1) | Chinasa 28'       | ISS Stadion, Vantaa Widzów: 520 Sędzia: Lilach Asulin |

| 16 sierpnia 2011 | Ada Velipojë | 0:16  | Slovan Bratysława |                                                        |
| 18:00 EET        |              | (0:9) | Balážiková 6', 21' · Mravíková 11', 44' (k), 90+1' · Klechová 12', 87' · Šušková 14', 42', 50' · Fecková 28', 35', 54', 78', 83' · Vargovčiková 57' | Brahen kenttä, Helsinki Widzów: 50 Sędzia: Morag Pirie |

### Grupa 7
Wyniki i tabela grupy 7, w której gospodarzem był Apollon Limassol z Cypru:
| Poz. | Klub                    | M | Pkt. | Mecze | Mecze | Mecze | Bramki | Bramki |
| Poz. | Klub                    | M | Pkt. | zwy.  | rem.  | por.  | zdob.  | stra.  |
| ---- | ----------------------- | - | ---- | ----- | ----- | ----- | ------ | ------ |
| 1    | Apollon Limassol        | 3 | 9    | 3     | 0     | 0     | 24     | 1      |
| 2    | Łehenda-SzWSM Czernihów | 3 | 6    | 2     | 0     | 1     | 11     | 2      |
| 3    | Swansea City LFC        | 3 | 3    | 1     | 0     | 2     | 4      | 10     |
| 4    | Progrès Niedercorn      | 3 | 0    | 0     | 0     | 3     | 0      | 26     |

- 1. kolejka:

| 11 sierpnia 2011 | Łehenda-SzWSM Czernihów          | 2:0   | Swansea City LFC |                                                                    |
| 17:30 EET        | Kornievets 86' · Melkonyants 90' | (0:0) |                  | Stadion Ammochostos, Larnaka Widzów: 30 Sędzia: Sandra Braz Bastos |

| 11 sierpnia 2011 | Apollon Limassol | 14:0  | Progrès Niedercorn |                                                                    |
| 17:30 EET        | Rus 4', 12', 43' · Solomou 6', 17' · Kostova 10', 14' · Lauder 53', 74', 88' · Spanu 58', 71' · Sofocleous 85' · Olar 90' | (7:0) |                    | Stadion Neo GSZ, Larnaka Widzów: 130 Sędzia: Karolina Radzik-Johan |

- 2. kolejka:

| 13 sierpnia 2011 | Łehenda-SzWSM Czernihów                                                                                 | 8:0   | Progrès Niedercorn |                                                                       |
| 17:30 EET        | Gnydyuk 12' · Stankevych 18' · Kornievets 20', 26', 56' · Melkonyants 60' · Ovdiychuk 68' · Shramok 80' | (4:0) |                    | Stadion Ammochostos, Larnaka Widzów: 25 Sędzia: Karolina Radzik-Johan |

| 13 sierpnia 2011 | Swansea City LFC | 0:8   | Apollon Limassol                                                                  |                                                             |
| 17:30 EET        |                  | (0:4) | Rus 12', 43' · Kostova 29' · Lauder 39', 58' · Spanu 62' · Solomou 76' · Laiu 80' | Stadion Neo GSZ, Larnaka Widzów: 80 Sędzia: Zuzana Kováčová |

- 3. kolejka:

| 16 sierpnia 2011 | Apollon Limassol      | 2:1   | Łehenda-SzWSM Czernihów |                                                                  |
| 17:30 EET        | Kostova 78' · Rus 89' | (0:1) | Vaschenko 45+3'         | Stadion Tsirion, Limassol Widzów: 700 Sędzia: Sandra Braz Bastos |

| 16 sierpnia 2011 | Progrès Niedercorn | 0:4   | Swansea City LFC                                             |                                                                 |
| 17:30 EET        |                    | (0:1) | O’Connor 34' · Richardson 53' · Britton 87' · Passmore 90+1' | Stadion Ammochostos, Larnaka Widzów: 20 Sędzia: Zuzana Kováčová |

### Grupa 8
Wyniki i tabela grupy 8, w której gospodarzem był ŽNK Osijek z Chorwacji:
| Poz. | Klub                            | M | Pkt. | Mecze | Mecze | Mecze | Bramki | Bramki |
| Poz. | Klub                            | M | Pkt. | zwy.  | rem.  | por.  | zdob.  | stra.  |
| ---- | ------------------------------- | - | ---- | ----- | ----- | ----- | ------ | ------ |
| 1    | ŽNK Osijek                      | 3 | 7    | 2     | 1     | 0     | 7      | 2      |
| 2    | Bobruchanka Bobrujsk            | 3 | 6    | 2     | 0     | 1     | 10     | 1      |
| 2    | FC NSA Sofia                    | 3 | 4    | 1     | 1     | 1     | 2      | 4      |
| 4    | Crusaders Newtownabbey Strikers | 3 | 0    | 0     | 0     | 3     | 1      | 13     |

- 1. kolejka:

| 11 sierpnia 2011 | Bobruchanka Bobrujsk                                                            | 7:0   | Crusaders Newtownabbey Strikers |                                                         |
| 17:00 CET        | Tretiakova 14', 22', 56' (k) · Luchenok 21' · Lohinava 44', 78' · Gromolyuk 89' | (4:0) |                                 | Gradski vrt, Osijek Widzów: 55 Sędzia: Knarik Grigoryan |

| 11 sierpnia 2011 | FC NSA Sofia    | 1:1   | ŽNK Osijek |                                                       |
| 20:00 CET        | Gospodinova 49' | (0:1) | Šalek 4'   | Gradski vrt, Osijek Widzów: 716 Sędzia: Teodora Albon |

- 2. kolejka:

| 13 sierpnia 2011 | FC NSA Sofia | 1:0   | Crusaders Newtownabbey Strikers |                                                         |
| 17:00 CET        | Radoyska 10' | (1:0) |                                 | Gradski vrt, Osijek Widzów: 65 Sędzia: Knarik Grigoryan |

| 13 sierpnia 2011 | ŽNK Osijek  | 1:0   | Bobruchanka Bobrujsk |                                                      |
| 20:00 CET        | Kalamiza 8' | (1:0) |                      | Gradski vrt, Osijek Widzów: 610 Sędzia: Dilan Gökçek |

- 3. kolejka:

| 16 sierpnia 2011 | Bobruchanka Bobrujsk             | 3:0   | FC NSA Sofia |                                                    |
| 17:00 CET        | Manzhuk 9', 70' · Tretiakova 53' | (1:0) |              | Cibalia, Vinkovci Widzów: 54 Sędzia: Teodora Albon |

| 16 sierpnia 2011 | Crusaders Newtownabbey Strikers  | 1:5   | ŽNK Osijek                                                |                                                       |
| 17:00 CET        | McMullan 26', 63' · McCarthy 70' | (0:2) | Šalek 14' · Joščak 22', 63' (k) · Baban 67' · Lojna 90+3' | Gradski vrt, Osijek Widzów: 1022 Sędzia: Dilan Gökçek |

### Ranking zespołów z drugich miejsc
Dwa z ośmiu zespołów z drugich miejsc w swoich grupach eliminacyjnych również awansowały do 1/16 finału. Bilansu dokonano na podstawie spotkań z zespołami z pierwszego i trzeciego miejsca w swojej grupie (nie był więc pod uwagę brany mecz z najsłabszym przeciwnikiem). Awans uzyskały Peamount United i Bobruchanka Bobrujsk.
| Grupa | Klub                    | M | Pkt. | Mecze | Mecze | Mecze | Bramki | Bramki |
| Grupa | Klub                    | M | Pkt. | zwy.  | rem.  | por.  | zdob.  | stra.  |
| ----- | ----------------------- | - | ---- | ----- | ----- | ----- | ------ | ------ |
| 3     | Peamount United         | 2 | 3    | 1     | 0     | 1     | 5      | 2      |
| 8     | Bobruchanka Bobrujsk    | 2 | 3    | 1     | 0     | 1     | 3      | 1      |
| 4     | ŽNK SFK 2000 Sarajewo   | 2 | 3    | 1     | 0     | 1     | 5      | 4      |
| 7     | Łehenda-SzWSM Czernihów | 2 | 3    | 1     | 0     | 1     | 3      | 2      |
| 6     | Slovan Bratysława       | 2 | 3    | 1     | 0     | 1     | 1      | 1      |
| 1     | ZFK Naše Taksi          | 2 | 3    | 1     | 0     | 1     | 2      | 3      |
| 5     | ŽFK Spartak Subotica    | 2 | 3    | 1     | 0     | 1     | 4      | 6      |
| 2     | SU 1° Dezembro          | 2 | 2    | 0     | 2     | 0     | 1      | 1      |

## 1/16 finału
Do 1/16 finału przystąpiło 10 zespołów wyłonionych w fazie wstępnej oraz 22 zespoły z 14 najwyżej notowanych lig (mistrz każdej z nich oraz zespoły z drugich miejsc z pierwszych ośmiu najwyżej notowanych lig). Losowanie par 1/16 finału odbyło się 23 sierpnia 2011 roku. Przy okazji tego losowania ustalone zostały również pary 1/8 finału. Pierwsze mecze 1/16 odbyły się w dniach 27–29 września, a rewanże 5–6 października.
| 27 września 2011 | Standard Liège | 0:2   | Brøndby IF                 |                                                                      |
| 14:00 CET        |                | (0:2) | Munk 8' · Christiansen 43' | Stade Maurice Dufrasne, Liège Widzów: 2400 Sędzia: Bibiana Steinhaus |

| 6 października 2011 | Brøndby IF                  | 3:4   | Standard Liège                                    |                                                                  |
| 18:30 CET           | Munk 9', 45' · Bukh 39' (k) | (3:1) | Zeler 44' (47) · Demoustier 66' · Martens 79' (k) | Brøndby Stadion, Brøndby Widzów: 2270 Sędzia: Cristina Dorcioman |

- Awans: Brøndby IF (5:4 w dwumeczu)

| 27 września 2011 | ASA Tel Awiw | 0:2   | Sassari Torres CF       |                                                                   |
| 18:00 EET        |              | (0:0) | Mändly 49' · Panico 69' | Ness Ziona Stadium, Nes Cijjona Widzów: 159 Sędzia: Jana Adámková |

| 5 października 2011 | Sassari Torres CF                           | 3:2   | ASA Tel Awiw         |                                                                  |
| 12:00 CET           | Ravitz 29' (sam.) · Panico 51' · Maglia 70' | (1:2) | Jan 12' · Shenar 45' | Stadio Vanni Sanna, Sassari Widzów: 456 Sędzia: Esther Azzopardi |

- Awans: Sassari Torres CF (5:2 w dwumeczu)

| 28 września 2011 | CSHVSM                                    | 2:1   | SV Neulengbach |                                                                   |
| 18:00 YEKT       | Aniskovtseva 41', 90+2' · Yalova 44', 75' | (1:1) | Burger 45+1'   | Stadion Centralny, Ałmaty Widzów: 1800 Sędzia: Gordana Kuzmanović |

| 5 października 2011 | SV Neulengbach                                                                 | 5:0   | CSHVSM |                                                                     |
| 20:00 CET           | Hickmann Alves 10' · Gstöttner 33', 82' · Tasch 47' · Entner 66' · Giovana 88' | (1:0) |        | Wienerwaldstadion, Neulengbach Widzów: 850 Sędzia: Sofia Karagiorgi |

- Awans: SV Neulengbach (6:2 w dwumeczu)

| 28 września 2011 | Apollon Limassol      | 2:2   | Sparta Praga                       |                                                                          |
| 16:30 EET        | Kostova 16' · Rus 64' | (1:1) | Martínková 10' · Danihelková 90+2' | Stadion Tsirion, Limassol Widzów: 800 Sędzia: Christina Westrum Pedersen |

| 5 października 2011 | Sparta Praga       | 2:1   | Apollon Limassol |                                                                |
| 15:30 CET           | Martínková 3', 40' | (2:1) | Solomou 7'       | Areál Aritmy, Praga Widzów: 380 Sędzia: Anastasia Pustovoitova |

- Awans: Sparta Praga (4:3 w dwumeczu)

| 28 września 2011 | CFF Olimpia Cluj                                                                                                 | 0:9   | Olympique Lyon |                                                                                     |
| 16:30 EET        | Schelin 12' · Le Sommer 17' (k), 22', 24' · Bompastor 32' · Renard 38' · Thomis 39' · Cruz Traña 44' · Majri 85' | (0:8) | Giurgiu 16'    | Stadion Dr. Constantin Rădulescu, Kluż-Napoka Widzów: 1157 Sędzia: Knarik Grigoryan |

| 5 października 2011 | Olympique Lyon                 | 3:0   | CFF Olimpia Cluj |                                                      |
| 19:00 CET           | Abily 15', 82' · Le Sommer 51' | (1:0) |                  | Stade Gerland, Lyon Widzów: 6963 Sędzia: Petra Chudá |

- Awans: Olympique Lyon (12:0 w dwumeczu)

| 28 września 2011 | PK-35 Vantaa | 1:4   | Rayo Vallecano Madryt                                     |                                                          |
| 19:00 EET        | Seppälä 80'  | (0:2) | Keka 25' · Jennifer Hermoso 42' · Natalia 67' · Saray 85' | ISS Stadion, Vantaa Widzów: 1438 Sędzia: Kateryna Monzul |

| 6 października 2011 | Rayo Vallecano Madryt              | 3:0   | PK-35 Vantaa |                                                                                           |
| 19:00 CET           | Natalia 28' · Jade 64' · Chini 89' | (1:0) |              | Ciudad Deportiva Fundación Rayo Vallecano, Madryt Widzów: 600 Sędzia: Silvia Tea Spinelli |

- Awans: Rayo Vallecano Madryt (7:1 w dwumeczu)

| 28 września 2011 | ŽNK Osijek | 0:4   | Göteborg FC                                |                                                     |
| 18:00 CET        |            | (0:2) | Sembrant 13', 71' · Liljegärd 20' · Ek 62' | Gradski vrt, Osijek Widzów: 800 Sędzia: Anja Kunick |

| 6 października 2011 | Göteborg FC                                                                        | 7:0   | ŽNK Osijek |                                                                      |
| 19:00 CET           | Lindén 21', 51' · Ahlstrand 31' · Törnqvist 55', 87' · Almgren 71' · Dahlkvist 77' | (2:0) |            | Valhalla idrottsplats, Göteborg Widzów: 875 Sędzia: Simona Ghisletta |

- Awans: Göteborg FC (11:0 w dwumeczu)

| 28 września 2011 | Þór Akureyri | 0:6   | 1. FFC Turbine Potsdam                                                  |                                                          |
| 16:15 UTC+0      |              | (0:2) | Ásgrímsdóttir 11' (sam.) · Ōgimi 13', 50', 57' · Peter 74' · Añonma 76' | Þórsvöllur, Akureyri Widzów: 530 Sędzia: Katalin Kulcsár |

| 5 października 2011 | 1. FFC Turbine Potsdam                                                                                          | 8:2   | Þór Akureyri                     |                                                                      |
| 19:00 CET           | Kerschowski 2', 90+1' · Mittag 8', 20' · Hanebeck 18' · Zietz 55' (k) · Göransson 56' · Hardardóttir 78' (sam.) | (4:1) | Ásgrímsdóttir 34' · Caldwell 75' | Karl-Liebknecht-Stadion, Poczdam Widzów: 1530 Sędzia: Efthalia Mitsi |

- Awans: 1. FFC Turbine Potsdam (14:2 w dwumeczu)

| 28 września 2011 | Stabæk IF | 1:0   | 1. FFC Frankfurt |                                                               |
| 19:00 CET        |           | (0:0) | Dekkerhus 54'    | Nadderud Stadion, Bekkestua Widzów: 693 Sędzia: Teodora Albon |

| 5 października 2011 | 1. FFC Frankfurt                                             | 4:1   | Stabæk IF                |                                                                                  |
| 15:00 CET           | Bartusiak 6' · Smisek 37' · Landström 77' · Crnogorčević 90' | (2:0) | Pedersen 20' · Moore 80' | Stadion am Brentanobad, Frankfurt nad Menem Widzów: 2780 Sędzia: Jenny Palmqvist |

- Awans: 1. FFC Frankfurt (4:2 w dwumeczu)

| 28 września 2011 | FC Twente | 0:2   | Rossijanka Krasnoarmiejsk       |                                                              |
| 19:00 CET        |           | (0:0) | Cristiane 85' · Jakobsson 90+5' | Adelaarshorst, Deventer Widzów: 2481 Sędzia: Carina Vitulano |

| 6 października 2011 | Rossijanka Krasnoarmiejsk | 1:0   | FC Twente |                                                                        |
| 16:00 MSK           | Cristiane 87'             | (0:0) |           | Stadion Rossijanka, Krasnoarmiejsk Widzów: 900 Sędzia: Kirsi Heikkinen |

- Awans: Rossijanka Krasnoarmiejsk (3:0 w dwumeczu)

| 28 września 2011 | YB Frauen | 0:3   | Fortuna Hjørring                            |                                                                          |
| 20:00 CET        |           | (0:1) | Khamis 11' · Pedersen 58' (k) · Arnth 90+2' | Stade de Suisse Wankdorf, Berno Widzów: 2046 Sędzia: Natalia Awdonchenko |

| 5 października 2011 | Fortuna Hjørring           | 2:1   | YB Frauen |                                                            |
| 19:00 CET           | Carroll 86' · Pedersen 88' | (0:1) | Wälti 34' | Hjørring Stadion, Hjørring Widzów: 1062 Sędzia: Rhona Daly |

- Awans: Fortuna Hjørring (5:1 w dwumeczu)

| 28 września 2011 | Peamount United | 0:2   | Paris Saint-Germain              |                                                             |
| 19:45 WET        |                 | (0:0) | Coton-Pélagie 72' · Thomas 90+3' | Tallaght Stadium, Tallaght Widzów: 2109 Sędzia: Ausra Kance |

| 5 października 2011 | Paris Saint-Germain                        | 3:0   | Peamount United |                                                                            |
| 17:00 CET           | Coton-Pélagie 49' · Debonne 66' · Dali 85' | (0:0) |                 | Stade Sébastien Charléty, Paryż Widzów: 1956 Sędzia: Karolina Radzik-Johan |

- Awans: Paris Saint-Germain (5:0 w dwumeczu)

| 29 września 2011 | Bobruchanka Bobrujsk | 0:4   | Arsenal Ladies                                       |                                                                 |
| 15:00 UTC+3      |                      | (0:1) | White 9' · Nobbs 64' · Beattie 76' · Chapman 88' (k) | Stadion Spartak, Bobrujsk Widzów: 2050 Sędzia: Pernilla Larsson |

| 5 października 2011 | Arsenal Ladies                                               | 6:0   | Bobruchanka Bobrujsk |                                                             |
| 17:00 WET           | Carter 13', 30' · Chapman 41' · Beattie 57', 60' · Nobbs 65' | (3:0) |                      | Meadow Park, Borehamwood Widzów: 209 Sędzia: Séverine Zinck |

- Awans: Arsenal Ladies (10:0 w dwumeczu)

| 29 września 2011 | Bristol Academy WFC           | 1:1   | Eniergija Woroneż |                                                                   |
| 19:30 WET        | Fishlock 76' · Jemma Rose 83' | (0:0) | Conti 84' (k)     | Ashton Gate Stadium, Bristol Widzów: 1556 Sędzia: Floarea Ionescu |

| 5 października 2011 | Eniergija Woroneż                              | 4:2   | Bristol Academy WFC           |                                                                            |
| 19:00 MSK           | Mashina 14' (k), 31' · Boquete 70' · Conti 87' | (2:1) | Heatherson 28' · Curson 90+4' | Stadion Centralny Profsojuzow, Woroneż Widzów: 4800 Sędzia: Esther Staubli |

- Awans: Eniergija Woroneż (5:3 w dwumeczu)

| 29 września 2011 | Glasgow City LFC | 1:1   | Valur Reykjavík |                                                                 |
| 19:45 WET        | Evans 16'        | (1:0) | Ólafsdóttir 59' | Petershill Park, Glasgow Widzów: 738 Sędzia: Sandra Braz Bastos |

| 6 października 2011 | Valur Reykjavík | 0:3   | Glasgow City LFC                        |                                                            |
| 16:00 UTC+0         |                 | (0:1) | Gísladóttir 10' (sam.) · Evans 60', 62' | Vodafonevöllur, Reykjavík Widzów: 245 Sędzia: Gyöngyi Gaál |

- Awans: Glasgow City LFC (4:1 w dwumeczu)

| 29 września 2011 | UPC Tavagnacco              | 2:1   | LdB FC Malmö |                                                                                   |
| 21:00 CET        | Riboldi 32' · Camporese 44' | (2:0) | Fischer 89'  | Stadio Comunale di Tavagnacco, Tavagnacco Widzów: 948 Sędzia: Christine Baitinger |

| 6 października 2011 | LdB FC Malmö                                             | 5:0   | UPC Tavagnacco |                                                                   |
| 19:00 CET           | Gunnarsdóttir 3', 67' · Melis 21', 81' · Wilhelmsson 62' | (2:0) |                | Malmö idrottsplats, Malmö Widzów: 830 Sędzia: Alexandra Ihringova |

- Awans: LdB FC Malmö (6:2 w dwumeczu)

## 1/8 finału
Pierwsze mecze 1/8 finału rozegrane zostały 2–3, a rewanże 9–10 listopada 2011 roku. Do gier przystąpiono bez losowania, gdyż pary ustalono już przy poprzedniej ceremonii.
| 2 listopada 2011 | 1. FFC Frankfurt                             | 3:0   | Paris Saint-Germain |                                                                                      |
| 14:15 CET        | Bajramaj 9' · Garefrekes 47' · Behringer 55' | (1:0) |                     | Stadion am Brentanobad, Frankfurt nad Menem Widzów: 2160 Sędzia: Alexandra Ihringova |

| 9 listopada 2011 | Paris Saint-Germain | 2:1   | 1. FFC Frankfurt |                                                                                 |
| 20:45 CET        | Long 45+1', 74'     | (1:1) | Crnogorčević 2'  | Stade Sébastien Charléty, Paryż Widzów: 1350 Sędzia: Christina Westrum Pedersen |

- Awans: 1. FFC Frankfurt (4:2 w dwumeczu)

| 2 listopada 2011 | 1. FFC Turbine Potsdam                                                                                     | 10:0  | Glasgow City LFC |                                                                      |
| 17:03 CET        | Añonma 2', 47' · Schmidt 15' · Mittag 25', 72', 75' · Ōgimi 51', 55' · de Ridder 78' · Mcdonald 81' (sam.) | (3:0) |                  | Karl-Liebknecht-Stadion, Poczdam Widzów: 1750 Sędzia: Esther Staubli |

| 10 listopada 2011 | Glasgow City LFC | 0:7   | 1. FFC Turbine Potsdam                                                         |                                                                 |
| 18:05 WET         |                  | (0:4) | de Ridder 5', 41' · Mittag 10', 62' · Demann 20' · Draws 74' · Kerschowski 89' | Petershill Park, Glasgow Widzów: 557 Sędzia: Cristina Dorcioman |

- Awans: 1. FFC Turbine Potsdam (17:0 w dwumeczu)

| 2 listopada 2011 | Brøndby IF    | 2:1   | Sassari Torres CF |                                                             |
| 18:30 CET        | Munk 41', 82' | (1:1) | Iannella 42'      | Brøndby Stadion, Brøndby Widzów: 1704 Sędzia: Teodora Albon |

| 9 listopada 2011 | Sassari Torres CF | 1:3   | Brøndby IF                     |                                                                 |
| 20:15 CET        | Fuselli 20'       | (1:1) | Bukh 27' · Munk 67' · Luik 79' | Stadio Vanni Sanna, Sassari Widzów: 647 Sędzia: Jenny Palmqvist |

- Awans: Brøndby IF (5:2 w dwumeczu)

| 2 listopada 2011 | SV Neulengbach | 1:3   | LdB FC Malmö                          |                                                                     |
| 19:00 CET        | Gstöttner 63'  | (0:2) | Gunnarsdóttir 6', 77' · Melis 17' 56' | Wienerwaldstadion, Neulengbach Widzów: 1000 Sędzia: Kateryna Monzul |

| 10 listopada 2011 | LdB FC Malmö | 1:0   | SV Neulengbach |                                                                 |
| 19:00 CET         | Melis 23'    | (1:0) |                | Malmö idrottsplats, Malmö Widzów: 685 Sędzia: Bibiana Steinhaus |

- Awans: LdB FC Malmö (4:1 w dwumeczu)

| 2 listopada 2011 | Fortuna Hjørring | 0:1   | Göteborg FC   |                                                                     |
| 19:00 CET        |                  | (0:1) | Törnqvist 11' | Hjørring Stadion, Hjørring Widzów: 1038 Sędzia: Silvia Tea Spinelli |

| 10 listopada 2011 | Göteborg FC                             | 3:2   | Fortuna Hjørring       |                                                                      |
| 19:00 CET         | Almgren 2' · Ek 66' (k) · Stensland 74' | (1:0) | Khamis 79' · Woods 88' | Valhalla idrottsplats, Göteborg Widzów: 1046 Sędzia: Kirsi Heikkinen |

- Awans: Göteborg FC (4:2 w dwumeczu)

| 3 listopada 2011 | Sparta Praga | 0:6   | Olympique Lyon                                                      |                                                                |
| 14:00 CET        |              | (0:2) | Schelin 21', 26' · Thomis 56' · Le Sommer 58', 85' (k) · Franco 75' | Stadion Na Plynárně, Praga Widzów: 394 Sędzia: Katalin Kulcsár |

| 9 listopada 2011 | Olympique Lyon                                                         | 6:0   | Sparta Praga |                                                           |
| 19:00 CET        | Dickenmann 3' · Abily 46', 50' · Schelin 58' · Nécib 66' · Georges 86' | (1:0) |              | Stade Gerland, Lyon Widzów: 6461 Sędzia: Esther Azzopardi |

- Awans: Olympique Lyon (12:0 w dwumeczu)

| 3 listopada 2011 | Eniergija Woroneż | 0:4   | Rossijanka Krasnoarmiejsk                            |                                                                          |
| 19:00 MSK        |                   | (0:1) | Cristiane 43' · Jakobsson 44', 70', 81' · Chorna 68' | Stadion Centralny Profsojuzow, Woroneż Widzów: 2500 Sędzia: Gyöngyi Gaál |

| 9 listopada 2011 | Rossijanka Krasnoarmiejsk        | 3:3   | Eniergija Woroneż                              |                                                              |
| 19:00 MSK        | Cristiane 1', 40' · Morozova 10' | (3:1) | Ogbiagbevha 36' · Terekhova 55' · Danilova 68' | Arena Chimki, Chimki Widzów: 360 Sędzia: Christine Baitinger |

- Awans: Rossijanka Krasnoarmiejsk (7:3 w dwumeczu)

| 3 listopada 2011 | Rayo Vallecano Madryt | 1:1   | Arsenal Ladies |                                                                                     |
| 19:00 CET        | Natalia 31'           | (1:1) | Little 3'      | Ciudad Deportiva Fundación Rayo Vallecano, Madryt Widzów: 480 Sędzia: Jana Adámková |

| 9 listopada 2011 | Arsenal Ladies                                                | 5:1   | Rayo Vallecano Madryt |                                                             |
| 14:00 WET        | Ludlow 16' · Little 55' · Yankey 62' · Nobbs 71' · Carter 74' | (1:0) | Natalia 72'           | Meadow Park, Borehamwood Widzów: 323 Sędzia: Efthalia Mitsi |

- Awans: Arsenal Ladies (6:2 w dwumeczu)

## Ćwierćfinały
17 listopada odbyło się losowanie ćwierćfinałów oraz drabinki na dalszą część rozgrywek. Ćwierćfinały odbyły się na wiosnę 2012 roku – pierwsze mecze 14–15, a rewanże 21–22 marca.
| 14 marca 2012 | Arsenal Ladies                         | 3:1   | Göteborg FC |                                                            |
| 14:30 WET     | Nobbs 25' · Little 75' (k) · White 82' | (1:1) | Ek 10'      | Meadow Park, Borehamwood Widzów: 447 Sędzia: Teodora Albon |

| 21 marca 2012 | Göteborg FC   | 1:0   | Arsenal Ladies |                                                                        |
| 19:00 CET     | Törnqvist 90' | (0:0) |                | Valhalla idrottsplats, Göteborg Widzów: 2150 Sędzia: Bibiana Steinhaus |

- Awans: Arsenal Ladies (3:2 w dwumeczu)

| 14 marca 2012 | 1. FFC Turbine Potsdam       | 2:0   | Rossijanka Krasnoarmiejsk |                                                                           |
| 18:00 CET     | Hanebeck 24' · Peter 44' (k) | (2:0) |                           | Karl-Liebknecht-Stadion, Poczdam Widzów: 2120 Sędzia: Silvia Tea Spinelli |

| 22 marca 2012 | Rossijanka Krasnoarmiejsk | 0:3   | 1. FFC Turbine Potsdam                  |                                                            |
| 15:00 MSK     |                           | (0:2) | Chorna 40' (sam.) · Nagasato 45+1', 77' | Stadion Trud, Podolsk Widzów: 5350 Sędzia: Jenny Palmqvist |

- Awans: 1. FFC Turbine Potsdam (5:0 w dwumeczu)

| 14 marca 2012 | Olympique Lyon                                        | 4:0   | Brøndby IF |                                                              |
| 19:00 CET     | Abily 8' · Bompastor 34' · Dickenmann 64' · Necib 71' | (2:0) |            | Stade Gerland, Lyon Widzów: 9985 Sędzia: Christine Baitinger |

| 21 marca 2012 | Brøndby IF | 0:4   | Olympique Lyon                              |                                                              |
| 18:30 CET     |            | (0:2) | Abily 10' · Thomis 42' · Le Sommer 56', 82' | Brøndby Stadion, Brøndby Widzów: 3644 Sędzia: Efthalia Mitsi |

- Awans: Olympique Lyon (8:0 w dwumeczu)

| 15 marca 2012 | LdB FC Malmö      | 1:0   | 1. FFC Frankfurt |                                                                   |
| 17:00 CET     | Gunnarsdóttir 25' | (1:0) |                  | Malmö idrottsplats, Malmö Widzów: 1169 Sędzia: Cristina Dorcioman |

| 21 marca 2012 | 1. FFC Frankfurt                       | 3:0   | LdB FC Malmö |                                                                                 |
| 15:00 CET     | Garefrekes 66' (90+1) · Chojnowski 89' | (0:0) |              | Stadion am Brentanobad, Frankfurt nad Menem Widzów: 3310 Sędzia: Esther Staubli |

- Awans: 1. FFC Frankfurt (3:1 w dwumeczu)

## Półfinały
Pierwsze mecze półfinałowe zostały rozegrane 15 kwietnia, a rewanże 21 i 22 kwietnia 2012 roku. Do finału awansowały piłkarki 1. FFC Frankfurt oraz Olympique Lyon.
| 15 kwietnia 2012 | Arsenal Ladies | 1:2   | 1. FFC Frankfurt                    |                                                                  |
| 15:00 WET        | Grant 69'      | (0:0) | Crnogorčević 64' · Garefrekes 90+3' | Meadow Park, Borehamwood Widzów: 894 Sędzia: Silvia Tea Spinelli |

| 21 kwietnia 2012 | 1. FFC Frankfurt             | 2:0   | Arsenal Ladies |                                                                                  |
| 14:15 CET        | Marozsán 60' · Landström 85' | (0:0) |                | Stadion am Brentanobad, Frankfurt nad Menem Widzów: 3710 Sędzia: Kirsi Heikkinen |

- Awans: 1. FFC Frankfurt (4:1 w dwumeczu)

| 15 kwietnia 2012 | Olympique Lyon                                           | 5:1   | 1. FFC Turbine Potsdam |                                                          |
| 18:00 CET        | Henry 6' · Abily 20', 61' · Schelin 21' · Dickenmann 55' | (3:0) | Schmidt 89'            | Stade Gerland, Lyon Widzów: 12 800 Sędzia: Teodora Albon |

| 22 kwietnia 2012 | 1. FFC Turbine Potsdam | 0:0   | Olympique Lyon  |                                                                                  |
| 14:00 CET        |                        | (0:0) | Thomis 53', 60' | Karl-Liebknecht-Stadion, Poczdam Widzów: 3870 Sędzia: Christina Westrum Pedersen |

- Awans: Olympique Lyon (5:1 w dwumeczu)

## Finał
Finał rozgrywek odbył się 17 maja 2012 roku na stadionie Olimpijskim w Monachium. Zwycięzcą po raz drugi z rzędu została drużyna Olympique Lyon.
| 17 maja 2012 18:00 CET | Olympique Lyon · Le Sommer 15' · Abily 28' | 2 – 0(2 – 0) | 1. FFC Frankfurt | Stadion Olimpijski, Monachium Widzów: 50 212 Sędzia: Jenny Palmqvist |
|                        |                                            |              |                  |                                                                      |